# ジョン・ウィームズ (初代ウィームズ伯爵)
初代ウィームズ伯爵ジョン・ウィームズ（英語: John Wemyss, 1st Earl of Wemyss PC、1586年 – 1649年11月22日）は、スコットランド王国の貴族、政治家。

## 生涯
サー・ジョン・ウィームズ（Sir John Wemyss）と2人目の妻アン（Anne、旧姓ステュアート（Stewart）、初代ドゥーン卿ジェームズ・ステュアートの娘）の次男として、1586年に生まれた。1608年8月に兄デイヴィッド（David）が死去するとその遺産を相続し、1610年4月17日に正式に相続人として認定された。
1625年5月29日、準男爵に叙された。この準男爵位の継承規定は男女両系の相続人（heirs male whatever）と定められている。その後、1628年4月1日にスコットランド貴族であるエルホーのウィームズ卿に叙され、1633年6月25日に同じくスコットランド貴族であるエルホー＝メシル卿とウィームズ伯爵に叙されたが、これらの爵位は先の準男爵位と違い、ウィームズの紋章と姓を受け継ぐ男系男子（heirs male bearing the name and arms of Wemyss）にしか継承できなかった。
1641年7月23日、エディンバラで行われたスコットランド教会総会への勅使を務め、同年にスコットランド王国議会によりスコットランド枢密院の枢密顧問官に任命された。さらに1649年にスコットランド身分委員会の委員に選出されるに至り、国王チャールズ1世と完全に決裂することとなった。
1649年11月22日に死去、12月4日にウィームズで埋葬された。息子デイヴィッドが爵位を継承した。

## 家族
1610年、ジーン・グレイ（Jean Gray、1640年8月17日没、第6代グレイ卿パトリック・グレイの娘）と結婚、1男5女をもうけた。
- デイヴィッド（1610年9月6日 – 1679年7月） - 第2代ウィームズ伯爵
- メアリー（1647年没） - 1631年7月15日以降に第9代シンクレア卿ジョン・シンクレアと結婚、子供あり
- アンナ（1643年9月20日没） - 1631年12月30日以降にアレクサンダー・リンジー（Alexander Lindsay、1638年1月7日没、デイヴィッド・リンジーの息子）と結婚、子供あり。1639年10月18日以降に第2代ストーモント子爵マンゴ・マレーと再婚
- ジーン（1655年8月1日と1662年5月10日の間に没） - 1633年8月9日以降、サー・アレクサンダー・タワーズ（Sir Alexander Towers、1644年と1648年の間に没、サー・ジョージ・タワーズの息子）と結婚、子供あり。1649年8月3日以降にハリー・モール閣下（Hon. Harry Maule、初代パンミュア伯爵パトリック・モールの息子）と再婚、子供あり
- エリザベス - 1636年4月15日以降にジョン・エイトン（John Aytoun）と結婚、子供あり
- キャサリン（Catherine、1668年2月24日没） - 1654年12月12日以降にデイヴィッド・カーネギー（David Carnegie、1663年没、サー・ジョン・カーネギーの息子）と結婚。1664年8月16日、サー・アンドルー・カー（Sir Andrew Ker、1665年5月没）と再婚